# Iłowiec (szczyt)
Iłowiec (485 m n.p.m.) – szczyt w północno-wschodniej części Beskidu Małego w Paśmie Bliźniaków. Jest najdalej na wschód wysuniętym szczytem tego pasma. Jego południowy stok opada do doliny Ponikiewki w Ponikwi, północny na równinę Zawadki i Gorzenia Górnego. Od sąsiedniej na zachód Łysej Góry oddziela go płytka Przełęcz Emila Zegadłowicza.
Stoki Iłowca należą do trzech miejscowości: Ponikiew, Zawadka i Gorzów Górny (wszystkie w województwie małopolskiem, powiecie wadowickim i gminie Wadowice).
Przez Iłowiec przechodzi szlak turystyczny:
 Inwałd – Wapiennica – Przykraźń – Panienka – Ostry Wierch – Giermotka – Bliźniaki – Przełęcz im. Czesława Panczakiewicza – Łysa Góra – Przełęcz Emila Zegadłowicza – Iłowiec – Gorzeń Górny.